# Роџер Дикинс
Роџер Александер Дикинс (енгл. Roger Alexander Deakins;  Торкију, Девон, 24. маја 1949) британски је директор фотографије. Најпознатији је као директор фотографије у филмовима браће Коен. Члан је и америчког и Британског удружења филмских сниматеља.

## Биографија
Дикинс је рођен као син Џозефин (рођене Месум), глумице, и Вилијама Алберта Дикинса, грађевинара. Похађао је гимназију за дечаке у Торкију. У периоду адолесценције све своје слободно вријеме проводио је усредсређујући се на своје главно интересовање, сликање. Потом уписује графички дизајн у школи за уметност и дизајн у Бату. Ту је открио своју љубав према фотографисању мртве природе. Као талентован фотограф, ускоро је добио прилику да буде директор фотографије за документарни филм о родном граду, Торкију. Годину дана касније Дикинс се пребацио у Националну школу за филм и телевизију у Енглеској.

## Главни радови
Дикинсов први филм у Америци био је „Мјесечеве планине“ (1990). Сарадњу са браћом Коен започео је 1991. филмом „Бартон Финк“. Од тада, Дикинс је редовни сарадник браће Коен и њихов главни сниматељ.
Дикинс је прво значајније признање за свој рад добио од Америчког удружења филмских сниматеља и то за „изванредне домете у фотографији“ у филму „Бјекство из Шошенка“. Слиједило је још неколико награда од Удружења, и то за сниматељски рад у филмовима „Фарго“, „Кундун“, „О, брате, где си?“ и „Човјек који није био ту“. Године 2008. године Дикинс је постао први филмски сниматељ у историји филма са двоструком номинацијом за награду Америчког удружења филмских сниматеља за радове на филмовима „Кукавичко убиство Џесија Џејмса од стране Роберта Форда“ и „Нема земље за старце“. Потоњи филм је добио награду БАФТА за најбољи сниматељски рад, а Дикинс је за сниматељски рад у оба филма био номинован за Оскара. Године 2009. поново је два пута био номинован и то за филмове „Револуционарни пут“ и „Читач“ (са Крисом Менгизом) Дикинс је био и један од визуелних консултаната за „Пиксаров“ анимирани филм „WALL-E“.
Добио је Оскара за најбољу фотографију 2018. године за филм Блејд ранер 2049 на 14. номинацији и 2020. за филм 1917 на 15. номинацији.

## Приватни живот
Дикинс је од 11. децембра 1991. ожењен Изабелом Џејмс Пјурфој Елис, супервизорком сценарија. Хоби му је фотографисање мртве природе. Прије него што се уписао у Националну школу за филм и телевизију, провео је годину дана у Сјеверном Девону, у Енглеској, правећи фотографске записе о начину живота на селу. Воли да путује и увећава своју збирку фотографија.

## Филмографија
1. Аве, Цезаре! (2009)
2. (2010)
3. Озбиљан човјек (2009)
4. Револуционарни пут (2008)
5. Читач (2008)
6. Сумња (2008/I)
7. Кукавичко убиство Џесија Џејмса од стране Роберта Форда (2007)
8. (2007)
9. Нема земље за старце (2007)
10. (2005)
11. Село (2004)
12. Гангстерска петорка (2004)
13. (2003)
14. Заведи ме, разведи ме (2003)
15. (2003)
16. Блистави ум (2001)
17. (2001) (TV)
18. Човјек који није био ту (2001)
19. (2000)
20. О, брате, гдје си? (2000)
21. (1999)
22. Ураган (1999)
23. Опсада (1998/I)
24. Велики Лебовски (1998)
25. Кундун (1997)
26. Храброст под паљбом (1996)
27. Фарго (1996)
28. Мртав човек хода (1995)
29. Бјекство из Шошенка (1994)
30. Велики скок (1994)
31. (1993)
32. (1992)
33. (1992)
34. Бартон Финк (1991)
35. (1991)
36. (1990)
37. Ер Америка (1990)
38. Мјесечеве планине (1990)
39. Паскалијево острво (1988)
40. Олујни понедељак (1988)
41. (1988)
42. (1988)
43. (1987)
44. (1987)
45. Сид и Ненси (1986)
46. (1985)
47. (1985)
48. (1985)
49. (1985)
50. 1984 (1984)
51. (1984) (TV)
52. (1983)
53. (1983)
54. (1981)
55. (1981; мини-серија)
56. (1980)
57. (1980)
58. (1980)
59. (1979)
60. (1977)
61. (1977)
62. (1977)
63. (1976)